# Cunonia pulchella
Cunonia pulchella är en tvåhjärtbladig växtart som beskrevs av Brongn. & Gris. Cunonia pulchella ingår i släktet Cunonia och familjen Cunoniaceae. Inga underarter finns listade i Catalogue of Life.